# Gänserndorf
Gänserndorf (česky Husník) je dolnorakouské město na Moravském poli a okresní město stejnojmenného okresu. Žije zde přibližně 11 tisíc obyvatel.

## Všeobecně
Gänserndorf se v posledních desetiletích rozvinul ve školní, nákupní a kulturní středisko. Usídlila se zde "Weinviertlerská klinika (lékařské středisko Gänserndorf)" a od 15. července 2002 byl zde uveden do provozu "Windpark" (větrné elektrárny).
Město se stalo východiskem pro výlety do kulturně zajímavé Vinné čtvrti (Weinviertel), jakož i nivy kolem řek Moravy a Dunaje s překrásnými zámky a muzei na Moravském poli (Marchfeld).
Od počátku roku 2004 je Gänserndorf zapojen do akcí na obnovu měst Dolních Rakous.

## Geografie
Gänserndorf leží asi 20 km severovýchodně od Vídně na Moravském poli. S Vídní je spojen Angernerskou silnicí B8 tak i rakouskou severní dráhou "Nordbahn".
Město zahrnuje jediné stejnojmenné katastrální území.

## Historie
V roce 1115 je poprvé v listině z 10. února zmíněna vesnice "Gernstribindorf". V této listině je také vymezena hranice farnosti a obvodu pro desátky. Název Genstribindorf - Gänsetreiberdorf mohl souviset s husami, které se zde ve velkých hejnech shromažďovaly na bažinatých pastviskách, mohlo se to zdát dokonalé. Také název mohl vzniknout od osoby, nebo přezdívky "Gänsetreiber", což znamená "pasák husí".
Název místa mezi 12. a 18. stoletím byl psán různým způsobem, jak to kdo odposlouchal. Za doby Marie Terezie bylo místo v roce 1741 v dokumentech psáno jako „Großgänserndorf". Asi kolem roku 1750 se psalo jako "Unter-Gänserndorf im Marchfeld" (na rozdíl od "Ober-Gänserndorf bei Korneuburg"). Po zavedení nového státního pořádku byl na žádost obce dne 21. března 1904 úředně oznámen název „Gänserndorf".
Rozvoj Gänserndorfu nastal v roce 1838 po připojení na severní dráhu (Nordbahn). Roku 1853 obec získala práva trhů a stala se městysem. Na město bylo povýšeno usnesením dolnorakouské zemské vlády z 19. prosince 1958.

### Vývoj počtu obyvatel
Podle poslední statistiky měla obec v roce 2009 9.902 obyvatel. Podle sčítání obyvatel bylo v obci v roce 1869 1.267, 1971 4.238, 1981 4.916, 1991 6.509 a v roce 2001 7.928 obyvatel.

### Náboženské vyznání
Hlavním společenstvím je římskokatolická církev, ke které se hlásí 69,1 % obyvatel. K Islámu se hlásí 3,6 %. Evangelíků je 3,3 %, ortodoxních pravoslavných je 1,4 % a bez vyznání je zde 20,14 %.
V Gänserndorfu je římskokatolická fara.

## Umění a kultura
Gänserndorf vyniká nad jiné a je nazýván "městem soch". Jsou to různé sloupy, sochy i sousoší a také brána označované. Např. je to pěkný kostel s bránou, Prottesserská brána Safariparku a sochy. Po celém správním území města se najdou sloupy, umělecká díla jako např. sochy v řadě před hospodářským podpůrným institutem a les soch u obecné školy.
Známou kulturní akcí je "Letní scéna". Tato se pořádá v létě a trvá přes měsíc. Od víkendu v červnu až do srpna nabízí hudební produkce a kulinářské a labužnické závody ve městě.
"Piefkeho památník", zvuková kulisa z Cirtenstahlu před městskou knihovnou má zobrazovat gramofon. Byl to Johann Gottfried Piefke , který se svým bratrem Rudolfem v červenci 1866 s úctou dirigovali hudební sbor. Je to Piefkeho první a jediný památník na světě. Město chce touto koncepcí přispívat k etnologii.

## Hospodářství a infrastruktura
Nezemědělských pracovišť bylo v roce 2001 428. Zemědělské a lesní závody v roce 1999 zaměstnávaly 29 osob. Při sčítání obyvatelstva v roce 2001 bylo v místě bydliště 3808 osob výdělečně činných, to představovalo 49,62 %.

## Veřejná zařízení

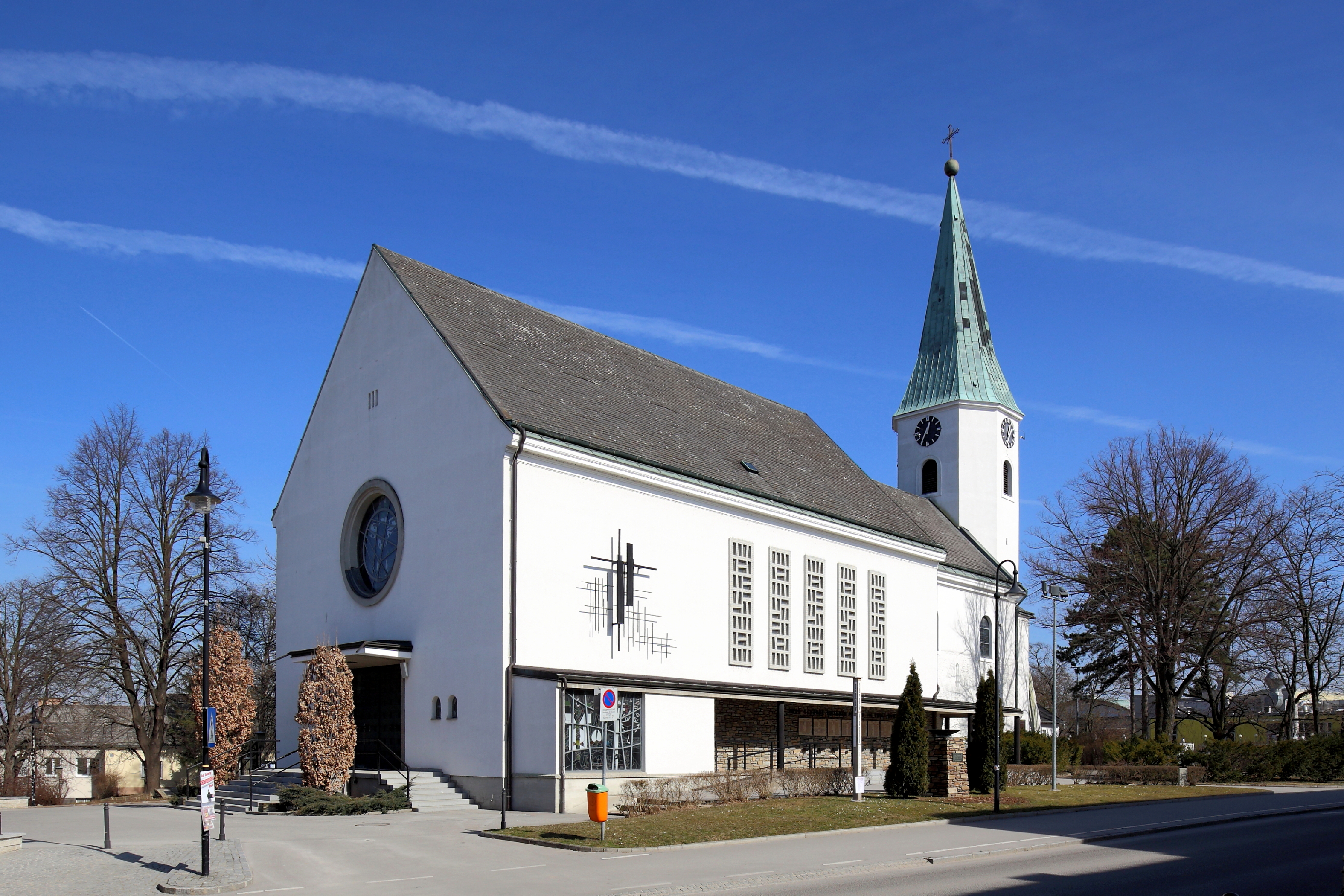
Kostel

- Obecná škola
- Hlavní škola I
- Hlavní škola II
- Polytechnická škola
- BHAS - obchodní škola
- BHAK - obchodní akademie
- AHS Gymnázium Konrada Lorenze

### Úřady a veřejné budovy
- Okresní hejtmanství
- Okresní soud
- Finanční úřad
- Měřický[2] úřad Gänserndorf[3]
- Policejní inspektorát
- Okresní policejní velitelství
- Zprostředkovatelna práce (AMS)
- Pracovní komora
- Hospodářská komora
- Zemědělská komora
- Nemocenská pokladna

### Zdravotnictví
- Lékařské středisko Gänserndorf
- Soukromí lékaři
- Okresní lékárna
- Městská lékárna
- Stanice Červeného kříže Gänserndorf

## Volný čas

### Městská knihovna
V moderně vybavené a řízené městské knihovně je téměř 35 tisíc knih, časopisů, komiksů, zvukových kazet, CD disků, videokazet, DVD disků a CDromů pro všechny oblasti zájmu. Každý účastník může si sám vyhledávat v evidenci. Také je volný přístup k internetu. V okolí Gänserndorfu na Moravském poli je sedm dalších knihoven. Počítačová síť umožňuje připojení na 60 tisíc medií.

## Sport
Mimo kopanou je v Gänserndorfu velký zájem o házenou. Spolek UHC Gänserndorf hraje nejvyšší rakouskou soutěž.
Dalším sportem je sportovní gymnastika, která má v Rakousku značnou váhu. Sourozenci Florian a Tina Ramharterovi jsou mistři státu. Po celém Dolním Rakousku jsou interiéry pro cvičence SV OMV Volksbank Gymnastics a Gänserndorf je ve své třídě na pátém místě.
Dále jsou úspěšní tanečníci UTSS Raika Gänserndorf. Také oni vybojovali titul Dolního Rakouska.
Od roku 2004 je v Gänserndorfu rozšířený také mladý sport - plážový volejbal.
Mimo to se ještě v SV OMV Gänserndorf nacházejí další možnosti sportu:
- Kuželky
- Tenis
- Judo
- Minigolf
- Stolní tenis
- Plavání

## Osobnosti města
- Wilhelm Exner (1840–1931), prezident rakouského živnostenského spolku